# إموري ليندكويست
إموري ليندكويست (بالإنجليزية: Emory Lindquist)‏ هو مؤرخ أمريكي، ولد في 1908، وتوفي في 1992.